# Bois-Guilbert
Bois-Guilbert település Franciaországban, Seine-Maritime megyében. Lakosainak száma 290 fő (2022. január 1.). Bois-Guilbert Bois-Héroult, Sigy-en-Bray, La Chapelle-Saint-Ouen, Rebets és Héronchelles községekkel határos.

## Népesség
A település népességének változása:
| Lakosok száma | 289  | 308  | 322  | 315  | 307  | 299  | 297  | 293  | 290  |
|               | 2012 | 2015 | 2016 | 2017 | 2018 | 2019 | 2020 | 2021 | 2022 |